# Afrim Bilali
Afrim Bilali (Scutari, 8 settembre 1979) è un ex cestista e allenatore di pallacanestro albanese.

## Palmarès

### Giocatore
- Campionato albanese: 6

Valbona: 2002-03, 2003-04, 2004-05, 2005-06, 2006-07
Kamza: 2012-13
- Coppa d'Albania: 5

Valbona: 2003, 2004, 2005, 2006
Kamza: 2013
- Supercoppa d'Albania: 6

Valbona: 2004, 2005, 2006, 2007
Kamza: 2013, 2014

### Allenatore
- Campionato albanese: 2

Besëlidhja: 2023-24, 2024-25
- Coppa d'Albania: 1

Besëlidhja: 2025
- Supercoppa d'Albania: 2

Vllaznia: 2019
Besëlidhja: 2024